# رابرت هی گورمن
رابرت هی گورمن (به انگلیسی: Robert Hy Gorman) (زاده ۳ آوریل ۱۹۸۰) بازیگر آمریکایی است.
از فیلم‌های معروف او می‌توان به بازی در همیشه جوان اشاره کرد.